# رون براون
رون براون (بالإنجليزية: Ron Brown (U.S. politician))‏ (و. 1941 – 1996 م) هو محام أمريكي، شغل منصب وزير التجارة الأمريكي في الفترة من يناير 1993 وحتى وفاته في أبريل 1996 في حادث طيران مع مجموعة من رجال الأعمال اثناء رحله من أمريكا الي صربيا. وهو أول أمريكي من أصل أفريقي يصل إلى هذا المنصب.
.

## التعليم
تعلم في كلية ميدلبوري.

## روابط خارجية
- رون براون على موقع الموسوعة البريطانية (الإنجليزية)
- رون براون على موقع مونزينجر (الألمانية)
- رون براون على موقع إن إن دي بي (الإنجليزية)